# Lis Hævdholm
Lis Hævdholm (født 9. juli 1944 i Errindlev) er en dansk forhenværende dommer.

## Karriere
Lis Hævdholm blev født i 1944 i Errindlev som barn af gårdejer H.C. Christensen og hans kone Johanne, født Hansen. Lis blev student fra Maribo Gymnasium i 1963 og cand.jur. i 1971. Dernæst var hun i perioden 1971-1978 dommerfuldmægtig i Frederikssund, Hørsholm, Horsens, Skanderborg, Silkeborg og i Vestre Landsret. 1979-1980 var hun konstitueret landsommer i Vestre Landsret og i de følgende år retssassessor i først Silkeborg og siden Horsens, indtil hun i 1986 blev dommer i Middelfart. Da Retten i Middelfart blev nedlagt ved domstolsreformen i 2007, skiftede hun til at være dommer i Holbæk. Hun blev pensioneret i 2014, men fortsatte endnu nogen tid i en nystartet vikarordning for pensionerede dommere, der kunne træde til, når en ordinær dommer bliver syg eller finder et andet job.
Ved Hævdholms 40-års-jubilæum ved domstolene skrev Holbæk Amts Venstreblad, at hun blev karakteriseret som hård, men retfærdig samt meget respekteret, med en kontant facon i retten, men også med et venligt væsen.

## Privatliv
Lis Hævdholm blev i 1965 gift med gårdejer og advokat Svend Hævdholm. Svend drev i mange år landbrug i Jylland og siden på Fyn. Han døde i 2003, hvorefter landbruget blev solgt. Lis og Svend fik to sønner, hvor den ene er advokat, mens den anden søn, Thorsten Hævdholm, har været bordtennis-landstræner i Island, Norge og Danmark.

## Andet
Hævdholm var i 1998-2001 formand for Dansk Bordtennis Union og fortsatte i 2001-2006 som næstformand. Hun blev i 1998 næstformand for Patientskadeankenævnet. I 2022 blev hun æresmedlem i Bordtennis Danmark.
Hævdholm er optaget i Kraks Blå Bog og ridder af 1. grad af Dannebrog.